# Seznam velvyslanců Ruska v České republice
Mimořádný a zplnomocněný velvyslanec Ruské federace v České republice je oficiálním zástupcem prezidenta a vlády Ruské federace u prezidenta a vlády České republiky.
Velvyslanec a zaměstnanci velvyslanectví pracují na Velvyslanectví Ruska v Praze. V Brně a Karlových Varech působí generální konzulové a v Ostravě honorární konzul. Post ruského velvyslance v České republice v současné době zastává Alexandr Vladimirovič Zmejevskij, úřadující od 19. února 2016.

## Dějiny diplomatických styků
Diplomatické styky mezi Sovětským svazem a Československem byly formálně navázány 5. června 1922. Tyto styky byly udržovány po celé dvacáté století, s krátkou přestávkou po německé okupaci Československa v roce 1939. Po pádu komunismu se země v roce 1990 oficiálně stala Českou a Slovenskou Federativní Republikou. S rozpadem Sovětského svazu v roce 1991 byl zástupcem Ruské federace jmenován nový velvyslanec Alexandr Lebeděv. Ve funkci velvyslance setrval až do rozpadu Československa. Lebeděv pokračoval až do roku 1996 jako velvyslanec v České republice. Ruským velvyslancem na Slovensku byl v červnu 1993 jmenován Sergej Jastržembskij.

## Velvyslanci
| Jméno               | Jmenování          | Konec funkčního období |
| ------------------- | ------------------ | ---------------------- |
| Alexandr Lebeděv    | 1. ledna 1993      | 4. listopadu 1996      |
| Nikolaj Rjabov      | 12. listopadu 1996 | 9. září 2000           |
| Igor Savolskij      | 27. listopadu 2000 | 11. března 2004        |
| Alexej Fedotov      | 11. března 2004    | 30. srpna 2010         |
| Sergej Kiseljov     | 30. srpna 2010     | 19. února 2016         |
| Alexandr Zmejevskij | 19. února 2016     |                        |